# Tochter Zion, freue dich
Tochter Zion, freue dich ist ein im deutschsprachigen Raum als Adventslied bekanntes Werk. Der Text stammt von Friedrich Heinrich Ranke (1798–1876), die Melodie wurde von Chorsätzen aus Georg Friedrich Händels Oratorien Joshua und Judas Maccabaeus gebildet.

## Händels englischsprachige Originalchöre

### Inhaltszusammenfassung und Text

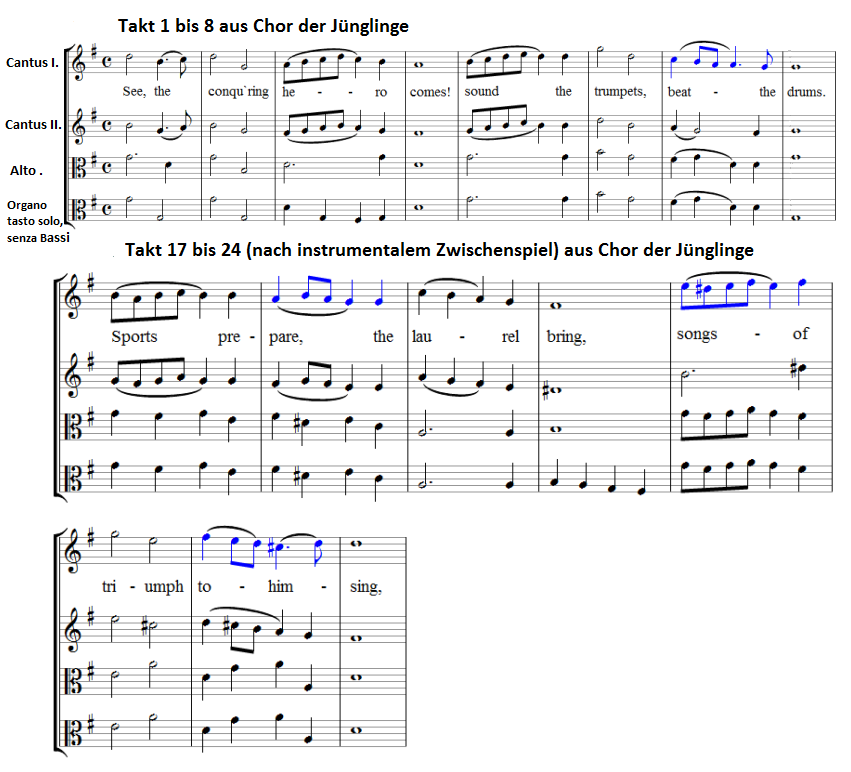
Auszüge aus dem Chor der Jünglinge aus Händels Oratorium Joshua

Im Jahr 1747 komponierte Händel den Satz See, the conqu’ring hero comes für den 3. Akt des biblischen Oratoriums Joshua (HWV 64), dessen Libretto von Thomas Morell (1703–1784) stammt. Im Rahmen der Landnahme unter der Führung Josuas hat der junge Otniël die Stadt Kirjat-Sefer (Debir) erobert. Nun kehrt er zurück, um Achsa, die Tochter des Kaleb, zur Frau zu nehmen, die ihm für den Fall seines Sieges vom Vater versprochen war. Der Jubelchor, mit dem er empfangen wird, leitet das Finale des Oratoriums – Liebesduett und Schlussgebet des Volkes – ein:
CHORUS OF YOUTHS

See, the conqu’ring hero comes!

Sound the trumpets, beat the drums.

Sports prepare, the laurel bring,

Songs of triumph to him sing.

CHORUS OF VIRGINS

See the godlike youth advance!

Breathe the flutes, and lead the dance;

Myrtle wreaths, and roses twine,

to deck the hero’s brow divine.

CHORUS

See, the conqu’ring hero comes …
Den Chor, der Terzparallelen in den Oberstimmen enthält, fügte Händel auch in die 1751 entstandene Neufassung seines Oratoriums Judas Maccabaeus (HWV 63) ein. Das Oratorium wurde dem Duke of Cumberland, William Augustus, als Allegorie zum jüdischen Freiheitskämpfer Judas Makkabäus zugeeignet und feiert dessen Sieg über den Prätendenten des britischen Throns, Charles Edward Stuart, in der Schlacht von Culloden am 16. April 1746. Seither gehört die Melodie ins feste Repertoire englischer patriotischer Gesänge und wird als eines der Hauptthemen in der Fantasia on British Sea Songs von Henry Wood (1905) jährlich in der Last Night of the Proms aufgeführt.

### Kirchenlied – Vergleich zu den Chorvorlagen
Im Joshua wie auch im Judas Maccabaeus erklingt der Satz zunächst als dreistimmiger Chor der Jünglinge (T. 1–32) mit einstimmiger Orgelbegleitung, wobei die Wiederholung des A-Teils mit zwei solistischen Hörnern besetzt ist, danach als zweistimmiger Chor der Jungfrauen (T. 33–56) mit zwei Traversflöten und Orgel, schließlich als vierstimmiger Chorsatz (T. 57–72), begleitet von Hörnern, Flöten, Streichern und Generalbass. Dabei variiert Händel die Melodie der Sopranstimme rhythmisch und in einzelnen Tönen von Strophe zu Strophe. 
Beide Chorsätze Händels stehen in G-Dur. Die Version des Erstdrucks mit Friedrich Heinrich Rankes Text für vierstimmigen Chor steht dagegen in Es-Dur. Die Stimmen von Alt, Tenor und Bass sind mit Händels Version der Takte 57 bis 72 identisch, außer in T. 13–14 (Erstdruck) bzw. T. 69–70 (Händel), in denen Ranke die Stimmkreuzung von Tenor und Bass und die Terzverdoppelung im Tenor vermeidet, indem er den Bass nach unten oktaviert und den Tenor den Grundton singen lässt. Die Sopranstimme übernimmt zunächst die Melodie der Takte 57 bis 60 (T. 1–4 im Erstdruck), orientiert sich dann aber an den Varianten von T. 29–30 (T. 5–6 im Erstdruck) und T. 55–56 (T. 7–8 im Erstdruck), um dann wieder die Melodie von T. 65 bis 72 zu übernehmen (T. 9–16 im Erstdruck).
Gemeinsam sind dem Kirchenlied und den händelschen Versionen die einfache akkordische Struktur in gängigen Kadenzstufen, sowie die simultane Deklamation des Textes in allen vier Stimmen.

## Deutsches Adventslied

### Geschichtliches

Chorsatz von Tochter Zion, freue dich

Das Lied Tochter Zion, freue dich (GL 228, EG 13, RG 370, MG 240 und FL 187) entstand in seiner jetzigen Form nach 1820 in Erlangen. Der evangelische Theologe Friedrich Heinrich Ranke legte einen Text nach Sach 9,9  auf den Chorsatz von Georg Friedrich Händel und fügte drei weitere Strophen hinzu (von denen eine in Liederbüchern regelmäßig fehlt), die in einer Art Paarmystik den Einzug Jesu in Jerusalem als Zions Bräutigam besingen, der als König ein Friedensreich errichtet.
Nach den Erinnerungen des Theologen Johann Valentin Strebel soll Ranke den Text für den musikalischen Salon von Karl Georg von Raumer verfasst haben. Dies würde die Entstehung des Textes auf die Zeit nach 1823 einschränken, da sich Ranke und Raumer erst kennenlernten, als beide in diesem Jahr Lehrer am Nürnberger Erziehungsinstitut wurden. Raumers Schwägerin Louise Reichardt veröffentlichte das Lied 1826 in ihrer in Hamburg herausgegebenen Sammlung Christliche liebliche Lieder, unter der Überschrift Am Palmsonntage. Über diese Publikation gelangte das Lied in Schulliedersammlungen und wurde populär.
In manchen Liederbüchern wird der Text des Liedes auch Johann Joachim Eschenburg zugeschrieben, doch existiert kein Beleg für dessen angebliche Autorschaft. Eschenburg hatte 1772 die erste und bis zur Mitte des 19. Jahrhunderts einzige deutsche Übersetzung von Händels Judas Maccabaeus geschaffen. Seine Übersetzung des Chors „See, the conqu’ring hero comes“ hat den Text „Seht! Er kömmt, mit Preis gekrönt“. Bei der Zuschreibung des Textes „Tochter Zion“ an Eschenburg handelt es sich demnach vermutlich um eine Verwechslung.
Inhaltlich greift das Lied den Lesungstext für den Palmsonntag aus Matthäus 21,1-9 auf, den Einzug Jesu in Jerusalem. Dies wird explizit in der heute meist weggelassenen dritten Strophe thematisiert. Da sowohl der Sacharjavers als auch der Matthäustext nach der traditionellen Perikopenordnung am 1. Advent gelesen werden, wird auch das Lied inzwischen meist dem Advent zugeordnet.
Im Dritten Reich wurde das Lied wie etliche andere Lieder aufgrund des nationalsozialistischen antichristlichen und antisemitischen Drucks auf die Religionsausübung aus Weihnachtsliedersammlungen entfernt.

### Text des Erstdrucks (1826)

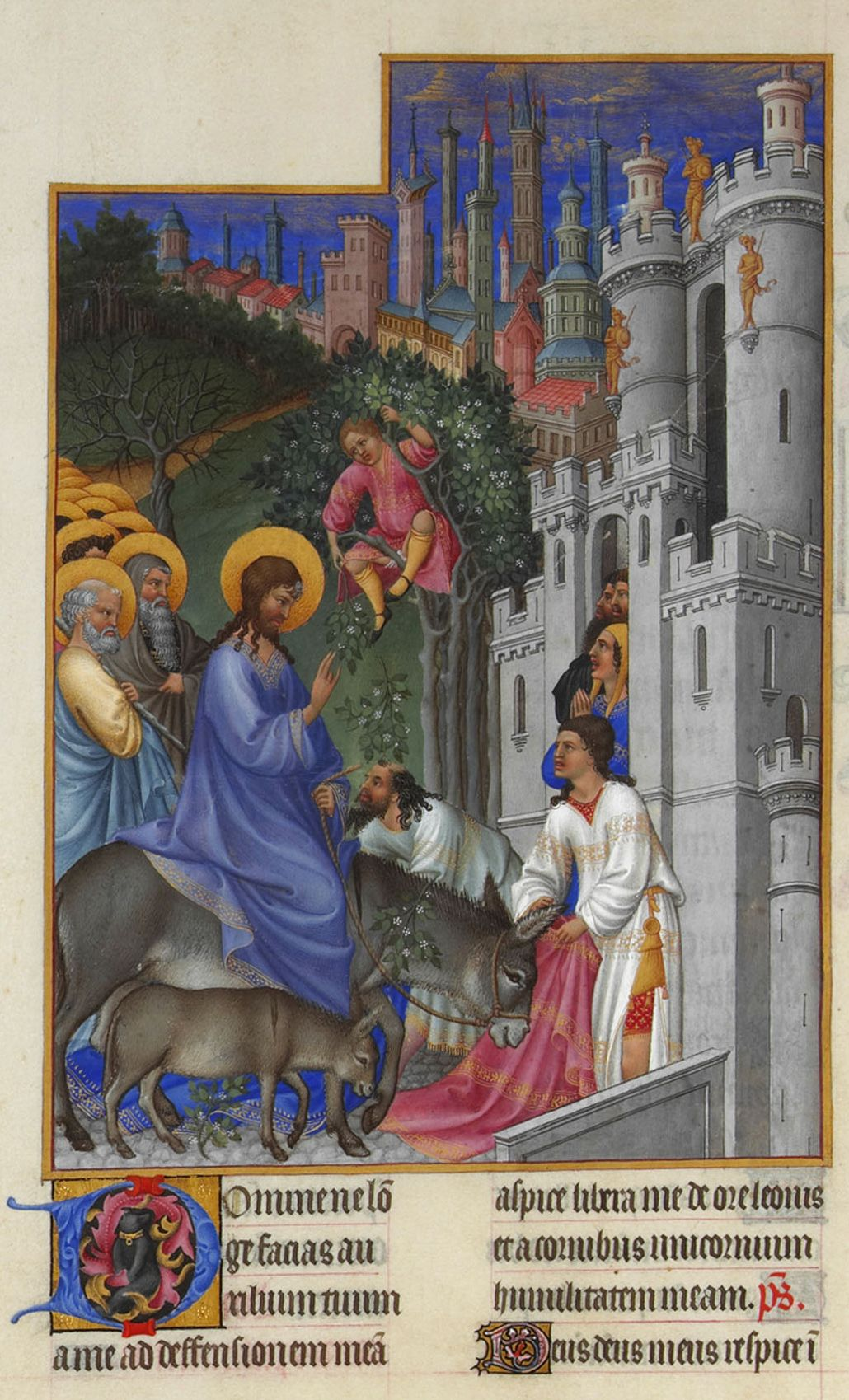
Einzug Jesu in Jerusalem

Tochter Zion freue dich,

jauchze laut, Jerusalem!

Sieh, dein König kömmt zu dir

ja, er kömmt, der Friede=Fürst,

Tochter Zion freue dich,

jauchze laut, Jerusalem!

Hosianna, Davids Sohn!

Sey gesegnet deinem Volk!

Gründe nun dein ew’ges Reich,

Hosianna in der Höh!

Hosianna, Davids Sohn!

Sey gesegnet deinem Volk!

(Tochter Zion freue dich!

Hol’ ihn jubelnd zu dir ein.

Sieh! er kömmt demüthiglich,

Reitet auf dem Eselein,

Tochter Zion freue dich!

Hol’ ihn jubelnd zu dir ein.)

Hosianna, Davids Sohn!

Sey gegrüsset König mild!

Ewig steht, dein Friedensthron,

Du des ewgen Vaters Kind.

Hosianna, Davids Sohn!

Sey gegrüsset König mild!

### Interpretation
In dem Sacharja-Text in der ersten Strophe wird die allegorische Person Zion (das personifizierte Jerusalem) aufgerufen, sich darüber zu freuen, dass der in den folgenden Strophen umjubelte Davidssohn zu ihr kommt:

„Du, Tochter Zion, freue dich sehr, und du, Tochter Jerusalem, jauchze!
Siehe, dein König kommt zu dir, ein Gerechter und ein Helfer,
arm und reitet auf einem Esel, auf einem Füllen der Eselin.“

Der Liedtext ist eng mit den ersten beiden Adventswochen verbunden. So lautet der Introitus des 2. Adventssonntags: Populus Sion, ecce Dominus veniet ad salvandas gentes, „Volk von Zion, siehe, der Herr wird kommen, zu retten die Völker.“ Am 1. Sonntag im Advent wird in der evangelischen Kirche der Einzug Jesu in Jerusalem (Mt 21,1–9 ) als Evangelium gelesen: 

„Dies geschah aber, damit erfüllt würde, was gesagt ist durch das Wort des Propheten: ‚Saget der Tochter Sion: siehe, dein König kommt zu dir sanftmüthig und reitend auf einem Esel und einem Füllen, dem Sprößling des Saumthieres‘. […] Die Massen aber, die ihm vorausgiengen, und die nachfolgten, riefen: ‚Hosianna dem Sohn Davids, gesegnet sei, der da kommt im Namen des Herrn‘, Hosianna in der Höhe.“

Die auf Jesus bezogenen messianischen Hoheitstitel wie Friedefürst und der Ewigkeitsbezug stammen aus dem zu Weihnachten gelesenen Jesajavers 9,5f. : „Uns ist ein Kind geboren. Ein Sohn ist uns gegeben. […] Und er heißt: […] ewig Vater, Friedefürst.“
Das zugrunde liegende Thema, dass sich Zion auf die Ankunft des Herrn freut, wird schon als endzeitliche Hochzeitsvorbereitung in dem evangelischen Kirchenlied Wachet auf, ruft uns die Stimme verarbeitet. Dort heißt es in der zweiten Strophe:
Zion hört die Wächter singen,

Das Herz tut ihr vor Freuden springen,

Sie wachet und steht eilend auf.
Auch in der Alt-Arie Bereite Dich Zion aus Bachs Weihnachtsoratorium wird dieses Thema behandelt:
Bereite dich, Zion, mit zärtlichen Trieben,

Den Schönsten, den Liebsten bald bei dir zu sehn!

Deine Wangen – Müssen heut viel schöner prangen,

Eile, den Bräutigam sehnlichst zu lieben!

### Melodie
Quelle: Notierung aus dem Rheinisch-Westfälischen Provinzial–Gesangbuch, 1893

### Deutung als Weihnachtslied
Das Lied wird ebenfalls als Weihnachtslied gesungen, da es in Bezug zu dem Text steht, der in der katholischen Liturgie der Messe am Weihnachtsmorgen als Kommunionvers verwendet wird:
Juble laut, Tochter Zion, jauchze, Tochter Jerusalem,

siehe, dein König kommt zu dir, der Heilige, der Heiland der Welt.

## Weitere Textunterlegungen

### Osterlied

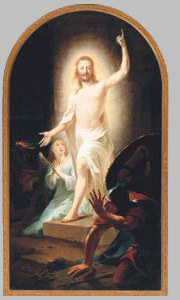
Die Auferstehung. Bild von J. H. Tischbein d. Ä.

Ausgehend von der Romandie ist die Melodie in vielen Ländern auch als Osterlied bekannt. Mit dem Text À toi la gloire von Edmond Louis Budry wurde es 1885 in Chants Évangeliques in Lausanne veröffentlicht.
Der französische Text lautet:
À toi la gloire, O Ressuscité!

À toi la victoire pour l’éternité!

Brillant de lumière, l’ange est descendu,

Il roule la pierre du tombeau vaincu.

À toi la gloire, O Ressuscité!

À toi la victoire pour l’éternité!

Vois-le paraître: C’est lui, c’est Jésus,

Ton Sauveur, ton Maître, Oh! ne doute plus!

Sois dans l’allégresse, peuple du Seigneur,

Et redis sans cesse: Le Christ est vainqueur!

À toi la gloire, O Ressuscité!

À toi la victoire pour l’éternité!

Craindrais-je encore? Il vit à jamais,

Celui que j’adore, le Prince de paix;

Il est ma victoire, mon puissant soutien,

Ma vie et ma gloire : non, je ne crains rien!

À toi la gloire, O Ressuscité!

À toi la victoire pour l’éternité!
1923 übertrug es Richard B. Hoyle ins Englische. (Thine is/be the glory, risen, conqu’ring Son) Es existieren auch Versionen auf Niederländisch (U zij de Glorie, Jan Willem Schulte Nordholt), Norwegisch (Deg være ære, Arne Fjelberg 1947), Dänisch (Dig være ære, Herre over dødens magt, 1993), Schwedisch (Ge Jesus äran, frälsta mänsklighet, Bo Setterlind 1978) und Tschechisch (Bud’ tobě sláva, Samuel Verner). Eine deutsche Übertragung des Osterlieds schuf Fritz Gafner 1987 unter dem Titel Dir, Auferstandner, sei der Lobgesang. Es ist im Reformierten Gesangbuch unter Nr. 485 abgedruckt.

### Canticorum jubilo
Seit etwa den 1970er Jahren ist das Lied auch mit dem lateinischen Text Canticorum jubilo international verbreitet. Die Herkunft der Textunterlegung ist nicht bekannt. Mit dem hymnischen Text ohne liturgischen Bezug wird der Chorsatz besonders in Spanien häufig bei akademischen Feiern und auf Hochzeiten aufgeführt.

## Weitere Verwendungen und Variationen
in chronologischer Folge
- Ludwig van Beethoven hat 12 Variationen für Klavier und Cello (WoO 45) über das Thema komponiert.
- Der Graf-Waldersee-Marsch von Louis Oertel beinhaltet das Thema als Trio.
- Ebenfalls hat der Festmarsch von H. Weiss das Thema im Trio.
- Die Melodie des Liedes wird auch für das Chanukkahlied Hava narima verwendet.[24]
- Die Gruppe Boney M. hat 1982 die Single Zion’s Daughter herausgebracht, eine englische Version des Adventsliedes.
- Die deutsche Polit-Rockband Ton Steine Scherben verwendete das Thema des Stückes als Schlusssequenz ihres Songs Der Traum ist aus.
- Die Kastelruther Spatzen verwendeten die Melodie für ihr Lied Weihnacht für alle.
- Die Melodie wird zu Karneval und auf Schützenfesten als Stimmungsmacher verwendet.
- Die Melodie wird in Japan zur Siegerehrung bei Sportveranstaltungen gespielt.